# Burak Yilmaz (Autor)
Burak Yilmaz (* 1987) ist ein Pädagoge und Autor. 

## Leben
Er wurde als Sohn türkisch-kurdischer Eltern in Duisburg geboren und wuchs in Duisburg-Obermarxloh auf. 
Yilmaz besuchte eine Koranschule und ein Gymnasium. Von 2008 bis 2015 studierte er an der Ruhr-Universität Bochum Germanistik und Anglistik. Er schloss das Studium als Bachelor of Arts (Option Lehramt) ab. 2021 begann Yilmaz eine Ausbildung zum Theaterpädagogen.

## Wirken
Von 2008 bis 2019 arbeitete Yilmaz als Betreuer in einem Jugendzentrum in Duisburg. Dort wurde er mit Antisemitismus bei Jugendlichen konfrontiert. Deshalb initiierte er 2012 das Projekt "Junge Muslime in Auschwitz" und organisierte Fahrten mit muslimischen Jugendlichen nach Auschwitz. Er leitet die Theatergruppe „Die Blickwandler“, die nach einer gemeinsamen Fahrt nach Auschwitz das Stück Benjamin und Muhammed inszenierte. Bundespräsident Frank-Walter Steinmeier verlieh Burak Yilmaz das Bundesverdienstkreuz für sein vielfältiges Engagement gegen Antisemitismus und Rassismus sowie für eine inklusive Erinnerungskultur.
2021 veröffentlichte Yilmaz im Suhrkamp Verlag sein Buch Ehrensache: Kämpfen gegen Judenhass. Er hält Vorträge zu den Themen: Geschichte in der Einwanderungsgesellschaft, Erinnerungskultur und Praxis, Islamismus und Rechtsextremismus, Biografiearbeit, Antisemitismus und Rassismus.
Yilmaz beklagte in einem Interview mit der Rheinischen Post am 12. Oktober 2023 angesichts der Anti-Israel-Demonstrationen nach dem Terrorangriff der Hamas auf die israelische Zivilbevölkerung im Oktober 2023, dass er mit muslimischen Jugendlichen nach Auschwitz gefahren sei und „jetzt solidarisierten sich in seiner Stadt Duisburg viele mit dem Terror der Hamas“. Er forderte ein Verbot von anti-israelischen Veranstaltungen. Die Rheinische Post übertitelte, das Interview mit Yilmaz sei ein „Gespräch über Antisemitismus im Kinderzimmer und die Macht des Netzwerks Samidoun“.